# Wake Me Up
Wake Me Up este al optulea single lansat de grupul britanic Girls Aloud. Piesa a fost inclusă pe cel de-al doilea album de studio al grupului What Will The Neighbours Say? și a fost lansat ca al partulea și ultimul single al albumului pe data de 21 februarie 2005.

## Videoclipul
Videoclipul pentru Wake Me Up începe cu Sarah, urmată de căștile fiecăreia dintre componentele grupului, având numele scris deasupra.  După subiectul piesei, membrele sunt văzute aplicându-și tatuaje, pictându-și unghile, și uscându-și părul pe motocicletă.

## Track Listing-ul & Formate
| #                           | Titlul                                            | Durata |
| --------------------------- | ------------------------------------------------- | ------ |
| CD1: Polydor / 9870425 (UK) |                                                   |        |
| 1.                          | "Wake Me Up"                                      | 3:27   |
| 2.                          | "I'll Stand by You" [Gravitas Vocal Dub Mix Edit] | 6:26   |
| CD2: Polydor / 9870426 (UK) |                                                   |        |
| 1.                          | "Wake Me Up"                                      | 3:27   |
| 2.                          | "Wake Me Up" [Tonys Lamezma's "Love Affair"]      | 7:01   |
| 3.                          | "History"                                         | 4:37   |
| 4.                          | "Wake Me Up" [Video]                              | 3:27   |
| 5.                          | "Wake Me Up" [Karaoke Video]                      | 3:27   |
| 6.                          | "Wake Me Up" [Game]                               |        |
| 7": Polydor / 9870427 (UK)  |                                                   |        |
| 1.                          | "Wake Me Up"                                      | 3:27   |
| 2.                          | "Loving Is Easy"                                  | 3:01   |
| 3.                          | "Wake Me Up" [Gravitas Club Mix]                  | 5:29   |

## Versiuni și alte apariții
"Wake Me Up"
| Versiunea                     | Apariția                                                                     |
| ----------------------------- | ---------------------------------------------------------------------------- |
| Album Version                 | What Will the Neighbours Say?, "Wake Me Up" single, The Sound of Girls Aloud |
| Tonys Lamezma's "Love Affair" | "Wake Me Up" single                                                          |
| Gravitas Club Mix             | "Wake Me Up" single                                                          |
| Video                         | "Wake Me Up" single, Girls on Film [DVD], Style [DVD]                        |
| Demo Version                  | The Sound of Girls Aloud [Special Edition]                                   |

## Prezența în Clasamente
"Wake Me Up" a fost primul single Girls Aloud care a scăpat primele trei poziții ale clasamentului din Marea Britanie. Wake Me Up a debutat pe locul #4 în UK Singles Chart, vânzările din prima săptămână fiind de peste 16,000 de unități, fără a urca mai sus. În clasamentul din Irlanda single-ul a atins poziția cu numărul #6.

## Clasamente
| Clasament (2005)       | Poziția maximă |
| ---------------------- | -------------- |
| UK Singles Chart       | 4              |
| UK Airplay Chart       | 20             |
| UK Download Chart      | 17             |
| Irish Singles Chart    | 6              |
| Poland Singles Chart   | 12             |
| European Singles Chart | 15             |
| Euro 200               | 31             |

## Poziții Săptămânale
UK Singles Chart
| Săptămâna | 1 | 2  | 3  | 4  | 5  | 6  | 7  | 8  | 9  | 10 | 11  | 12  | 13  | 14  | 15  | 16  | 17  | 18  | 19      |
| --------- | - | -- | -- | -- | -- | -- | -- | -- | -- | -- | --- | --- | --- | --- | --- | --- | --- | --- | ------- |
| Poziție   | 4 | 10 | 14 | 23 | 34 | 46 | 47 | 57 | 70 | 94 | 100 | 121 | 151 | 144 | 111 | 151 | 168 | 187 | 196(re) |

Irish Singles Chart
| Săptămâna | 1 | 2  | 3  | 4  | 5  | 6  | 7  | 8  | 9  | 10 |
| --------- | - | -- | -- | -- | -- | -- | -- | -- | -- | -- |
| Poziție   | 6 | 11 | 14 | 24 | 29 | 29 | 36 | 42 | 48 | 50 |

UK Download Chart
| Săptămâna | 1  | 2  | 3  | 4  | 5  |
| --------- | -- | -- | -- | -- | -- |
| Poziție   | 28 | 19 | 17 | 24 | 29 |

UK Radio Airplay Chart
| Săptămâna | 1  | 2  | 3  | 4  | 5  | 6  | 7  | 8  |
| --------- | -- | -- | -- | -- | -- | -- | -- | -- |
| Poziție   | 65 | 47 | 40 | 20 | 25 | 28 | 55 | 84 |